# American Institute of Certified Public Accountants
Das American Institute of Certified Public Accountants (AICPA; deutsch „Amerikanisches Institut für Wirtschaftsprüfer“) ist der größte amerikanische Berufsverband der Certified Public Accountants. Der Verband wurde 1887 gegründet, hat mehr als 350.000 Mitglieder und hat seinen Hauptsitz in New York City.
Seine Aufgabe besteht in der Unterstützung seiner Mitglieder bei der Berufsausübung mit Informationen, Ressourcen und Richtlinien.
Seine Tätigkeiten sind u. a. 
- die Vertretung der Interessen seiner Mitglieder bei Regierungen und Regulierungsorganisationen,
- die Öffentlichkeitsarbeit,
- die Organisation von Aus- und Weiterbildung für seine Mitglieder,
- und die Herausgabe von Berufsstandards und fachlichen Standards.

## Organe
Das AICPA hat die folgenden Organe:
- AICPA Board of Directors
- AICPA Council (deutsch: Ratsversammlung)
- AICPA Joint Trial Board

Die Ratsversammlung (AICPA Council) hat ungefähr 263 Mitglieder, die im Wesentlichen von den Mitgliedern des AICPA bestimmt werden. Sie bestimmt die Programme und Richtlinien des AICPA. Das „Board of Directors“ fungiert als Leitungsorgan des Instituts zwischen den Sitzungen der Ratsversammlung. Zu seinen Aufgaben gehören die Überwachung des Managements und die Organisation der Ausschüsse des AICPA, die an es berichten.